# میسونویل (کلرادو)
میسونویل (به انگلیسی: Masonville) یک منطقهٔ مسکونی در ایالات متحده آمریکا است که در Larimer County واقع شده‌است. میسونویل ۱٬۶۴۲ متر بالاتر از سطح دریا واقع شده‌است.